# Миронов, Михаил Иванович
Михаи́л Ива́нович Миро́нов (1953, Москва — 2006, Москва) — русский писатель, переводчик, журналист.

## Биография
После окончания школы окончил факультет биологии и географии Московского государственного педагогического института. Работал учителем географии в школе, инженером Института лесного хозяйства, корреспондентом и редактором ряда московских научно-популярных журналов. Был членом Союза Журналистов СССР. 
Прозу начал писать в 1980-е годы. Основной жанр, в котором он работал — это рассказ. Рассказы Миронова публиковались в журналах «Свет», «Огонек», «Дети Ра»; вошли в антологию российского короткого рассказа второй половины XX века «Жужукины дети» (издательство «Новое литературное обозрение», Москва, 2000).
Миронов также переводил поэзию Джима Моррисона с английского. Переводы печатались в журнале «Иностранная литература», а также вошли в книгу избранных стихотворений Джима Моррисона, изданную в 1999 г. издательством Третья волна.
В 2006 году умер от внезапной остановки сердца в московской больнице во время подготовки к рутинной операции. Полное собрание его рассказов и эссе издано посмертно в 2008 г. под названием «Реконструкция пейзажей». В предисловии к книге Анатолий Кудрявицкий писал:
Его тексты легко узнаваемы, как и ощущение необычности и призрачности бытия, что всякий раз возникает, когда их читаешь. Его метод легко определим — это магический реализм. Казалось бы, он все время видел, помимо реальности сегодняшнего дня, какую-то другую, неземную реальность. Может быть, потому что реальности наших будней было для него недостаточно.

## Книги

### Рассказы и эссе
- Реконструкция пейзажей. (серия «Классики XXI века»). — М.: Изд-во Руслана Элинина, 2008. — ISBN 5-86280-024-7.

### Тексты в антологиях
- «Жужукины дети» (антология российского короткого рассказа второй половины XX века) — М.: Изд-во Новое литературное обозрение, 2000. — ISBN 5-86793-080-7.

### Переводы
- Моррисон Дж. Д. Стихотворения: сборник / Пер. с англ. А. Кудрявицкого и М. Миронова, составл. А. Кудрявицкого. — Москва — Париж — Нью-Йорк: Третья волна, 1999. — 96 с. — ISBN 5-239-01852-1 (ошибоч.) .